# Herón Escobar García
Herón Agustín Escobar García es un político mexicano miembro del Partido del Trabajo. Fue dirigente del Comité de Defensa del Petróleo del Frente Amplio Progresista. Es miembro de la Dirección Colectiva del PT. Actualmente es diputado en la LXI Legislatura del Congreso de la Unión de México.